# Koko B. Ware
James Ware (Union City (Tennessee), 20 juni 1957), beter bekend als "Birdman" Koko B. Ware, is een Amerikaans gepensioneerd professioneel worstelaar, die bekend was in de World Wrestling Federation (WWF).

## In worstelen
- Finishers
  - Ghost Buster / Bird Buster' (Brainbuster)

- Signature moves
  - Missile dropkick
  - Bulldog
  - Headbutt

- Managers
  - Toni Adams
  - Jimmy Hart
  - Bert Prentice
  - Percy Pringle
  - Slick Rick

## Erelijst
- Championship Wrestling from Florida
  - NWA United States Tag Team Championship (1 keer met Norvell Austin)

- Continental Wrestling Association
  - AWA Southern Tag Team Championship (7 keer; 3x met Norvell Austin, 2x met Bobby Eaton, 1x met Stan Lane en 1x met Dutch Mantel)
  - NWA Mid-America Heavyweight Championship (6 keer)
  - NWA Mid-America Television Championship (1 keer)

- International World Class Championship Wrestling
  - IWCCW Heavyweight Championship (1 keer)

- NWA Big Time Wrestling
  - NWA Texas Tag Team Championship (1 keer met Kerry Von Erich)

- Pro Wrestling Illustrated
  - PWI Rookie of the Year (1979)

- Real Wrestling Federation
  - RWF Heavyweight Championship (1 keer)

- Supreme Championship Wrestling
  - SCW Supreme Championship (1 keer)

- United States Wrestling Association
  - USWA Unified World Heavyweight Championship (2 keer)
  - USWA World Tag Team Championship (1 keer met Rex Hargrove)

- World Wrestling Entertainment
  - WWE Hall of Fame (2009)